# Dominique Johnson
Dominique Johnson (Detroit, 9 giugno 1987) è un cestista statunitense, professionista nella NBDL, Europa, Libano e Messico.

## Palmarès
- FIBA Europe Cup: 1

Reyer Venezia: 2017-18
- Campionato messicano: 1

Fuerza Regia: 2021